# Колібрі-діамант перуанський
Колі́брі-діама́нт перуанський (Heliodoxa branickii) — вид серпокрильцеподібних птахів родини колібрієвих (Trochilidae). Мешкає в Перу і Болівії. Вид названий на честь польського зоолога Костянтина Браницького.

## Опис
Довжина птаха становить 11-12 см, вага 5,1-5,9 г.  Самці мають переважно темно-зелене блискуче забарвлення. Лоб у них більш яскравий, райдужно-зелений. Нижня частина тіла зелена, на горлі райдужна рожева пляма, гузка яскраво-біла. Крайні махові пера і основи махових пер на нижній стороні крил рудувато-коричневі. Хвіст дещо роздвоєний, центральні стернові пера зелені, решта темно-сині. Дзьоб чорний, прямий, знизу біля основи білуватий.
У самиць верхня частина тіла, боки і груди темно-зелені, блискучі. Від дзьоба до очей у них ідуть білі смуги. Горло і груди білі, пера на них мають блискучі зелені кінчики, живіт білий або охристий. Гузка яскраво-біла, як і у самців, однак крайні стернові пера сині з білими кінчиками. Дзьоб чорний.

## Поширення і екологія
Перуанські колібрі-діаманти мешкають на східних схилах Анд в центральному і південному Перу, у 2002 році спостерігалися на північному заході Болівії, в департаменті Ла-Пас. Вони живуть у вологих гірських тропічних лісах, в сухих тропічних лісах на узліссях і плантаціях, на висоті від 650 до 1700 м над рівнем моря. Живляться нектаром квітів, яких шукають в підліску і на узліссях, а також дрібними комахами.